# Lexa (Arkansas)
Lexa è un comune degli Stati Uniti d'America, situato in Arkansas, nella contea di Phillips.

## Demografia, Istruzione, Clima
| Storico popolazione          | Storico popolazione | Storico popolazione | Storico popolazione |
| Censim.                      | Pop.                |                     | %±                  |
| ---------------------------- | ------------------- | ------------------- | ------------------- |
| 1990                         | 295                 |                     | —                   |
| 2000                         | 331                 |                     | 12.2%               |
| 2010                         | 286                 |                     | −13.6%              |
| 2020                         | 207                 |                     | −27.6%              |
| Fonte: U.S. Decennial Census |                     |                     |                     |

Istruzione
Il distretto scolastico Barton-Lexa offre istruzione della prima infanzia, elementare e secondaria a più di 800 studenti della scuola materna fino al grado 12 in due scuole. Gli studenti completano i loro studi alla Barton High School.
[Fonte: Wikipedia.en ]
Clima
Il clima in questa zona è caratterizzato da estati calde e umide e inverni generalmente da miti a freschi. Secondo il sistema di classificazione climatica di Köppen, Lexa ha un clima subtropicale umido, abbreviato "Cfa" sulle mappe climatiche.
[ Fonte: https://m.weatherbase.com/ ]